# Очиток ложный
Очи́ток ло́жный (лат. Sédum spurium) — многолетнее травянистое поликарпическое суккулентное растение, вид рода Очиток (Sedum) семейства Толстянковые (Crassulaceae). Иногда этот вид относят к роду Федимус (Phedimus), в этом случае его правильное научное название — Phedimus spurius (M.Bieb.) 't Hart (федимус ложный, федимус неясный).
Естественный ареал вида — Кавказ и прилегающие регионы. Растение широко культивируется как декоративное почвопокровное, используется для озеленения крыш; выведено большое число сортов.

## Название

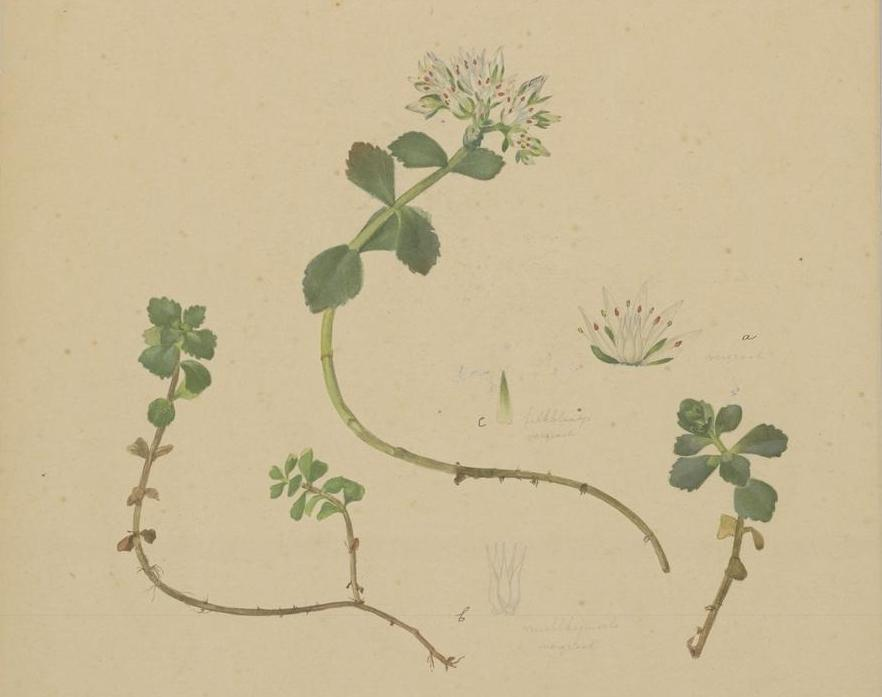
Sedum oppositifolium [=Sedum spurium]. Ботаническая иллюстрация из 21-го тома издания Flora Batava (Нидерланды, 1900)

Видовой эпитет, spurium, обозначает «ложный». С чем был связан такой выбор эпитета автором названия таксона, Маршалом фон Биберштейном, неизвестно, в протологе пояснений на этот счёт нет.
Английское общеупотребительное название растения — Caucasian stonecrop («кавказский очиток»). Второе английское общеупотребительное название, Two-row stonecrop («двурядный очиток»), связано с расположением листьев в два ряда вдоль стебля.

## Распространение
Естественный ареал вида — Кавказ (Азербайджан, Армения, Грузия, российские регионы Кавказа), северо-западная часть Ирана, Турция (Западная Армения). Растение распространено преимущественно в Предкавказье и западной части Закавказья, в меньшей степени в Дагестане и восточной части Закавказья. Встречается на каменистых склонах, на лугах субальпийского пояса.
Очиток ложный широко культивируется, при этом иногда дичает; как заносное растение встречается повсеместно, в том числе имеются указания на находки одичавших растений во многих районах Восточной Европы.

## Биологическое описание
Многолетние травянистые растения высотой от 5 до 20—25 см.
Корневище ползучее, длинное, с тонкими, ветвистыми, волокнистыми корнями.
Стебли стелющиеся либо приподнимающиеся, ветвящиеся от основания. Вегетативные (бесплодные) и фертильные (плодущие) стебли отличаются: первые короче, длиной от 3 до 6 см, с более скученными листьями, вторые — длиной от 6 до 20—25 см, тонко-пушистые или шероховатые, со следами от опавших листьев.
Листья супротивные, тёмно-зелёные, мясистые, плоские, цельные, ложночерешковые, длиной от 1 до 2,5 см, шириной — от 0,5 до 1 см. Листовая пластинка обратнояйцевидно-клиновидная, туповатая, тонко-пушистая, по краю узко-перепончатая, реснитчатая. В нижней части лист цельнокрайный, край в верхней части — туповато-зубчатый либо городчатый.
Цветки собраны в верхушечные густые растопыренные зонтиковидно-щитковидные плейохазиальные соцветия. Обычно у соцветия имеется четыре крепких извилистых ветви, при этом цветки располагаются в их развилинах. Соцветие, в отличие от похожих видов очитка (Sedum aizoon, Sedum hybridum), верхними листьями не окружено.

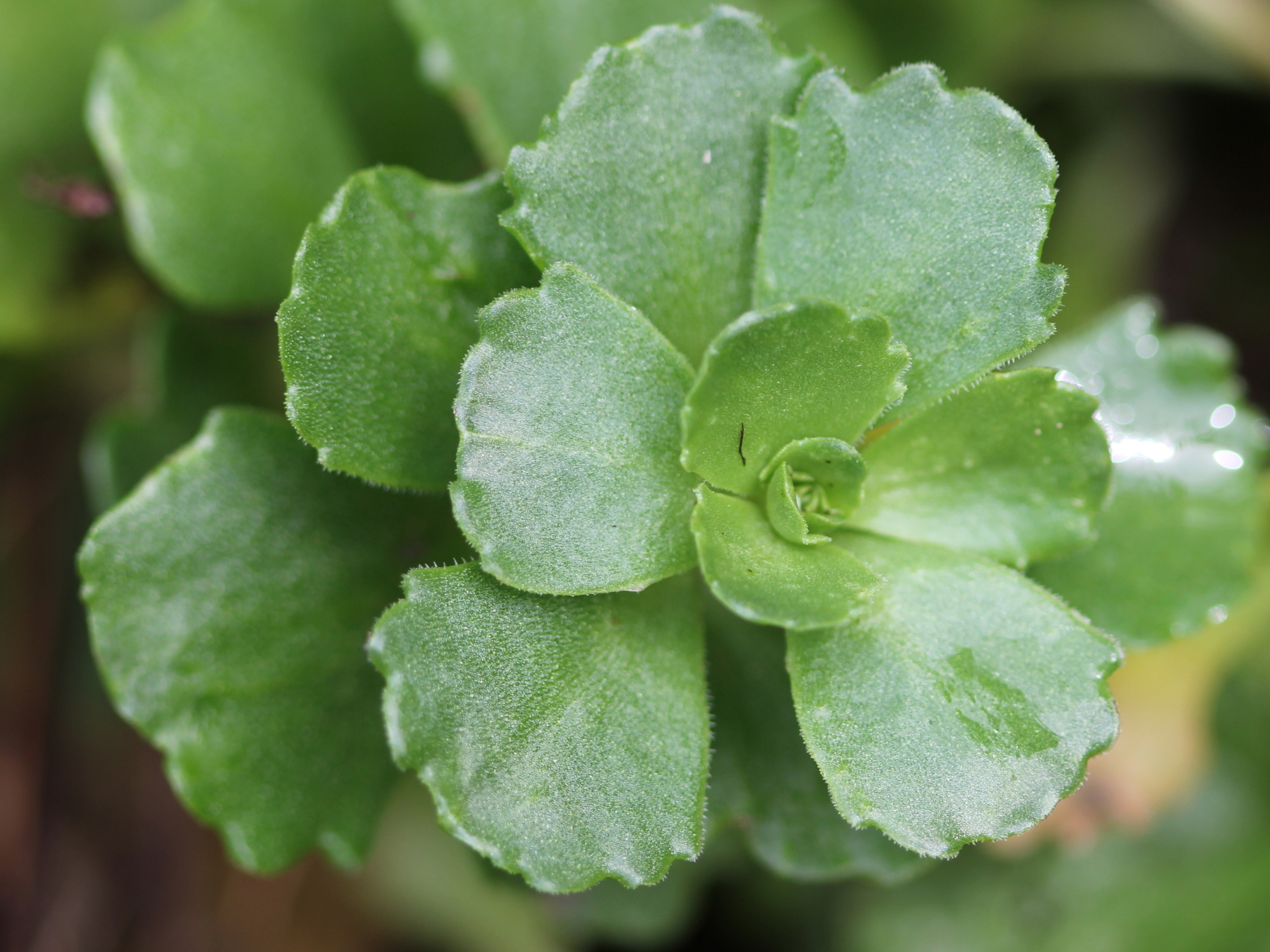
Верхняя часть вегетативного побега крупным планом

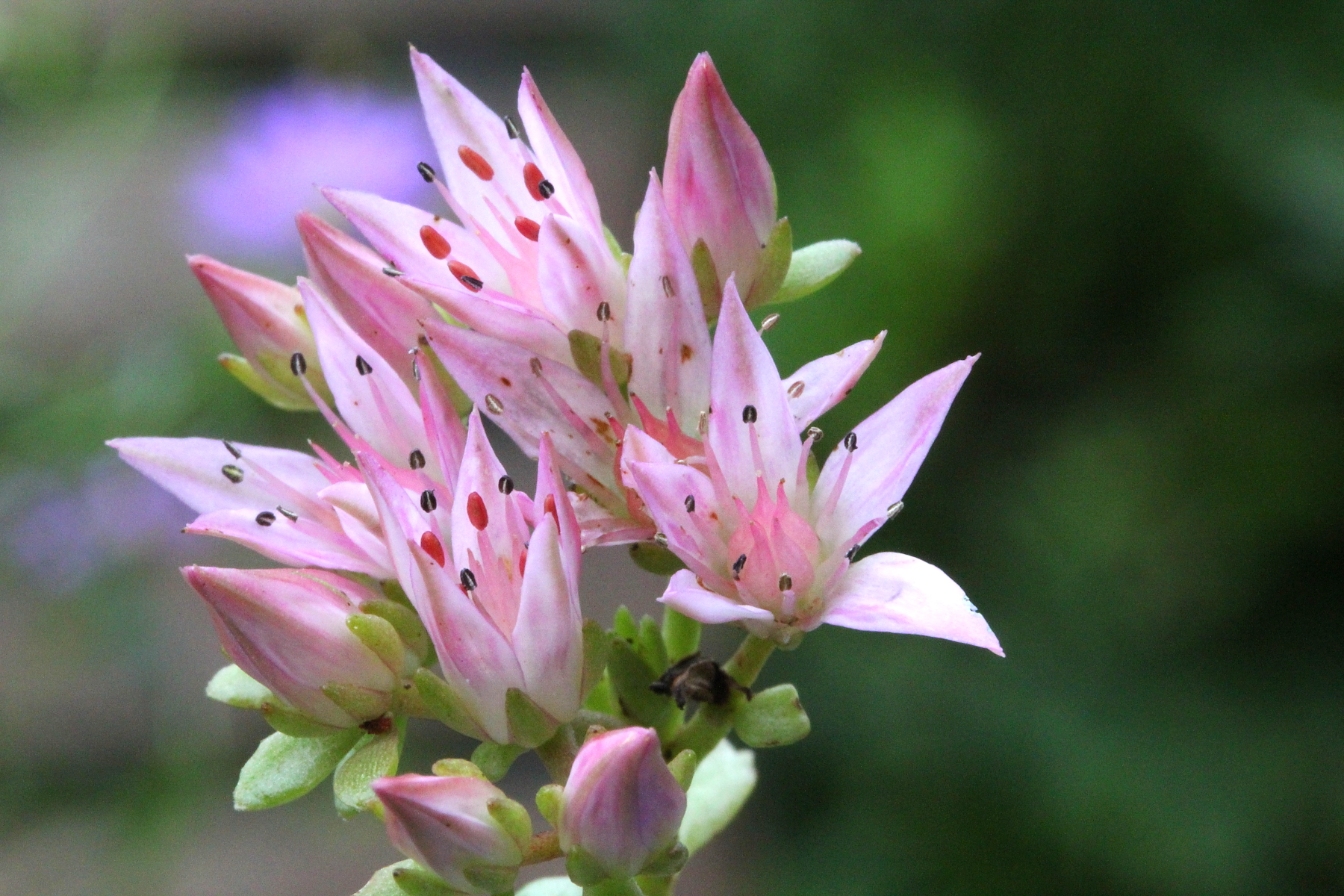
Цветки крупным планом

Цветки — с прицветниками; актиноморфные, длиной от 10 (редко от 7) до 15 мм, обоеполые, с двойным околоцветником. Чашечка состоит из пяти узколанцетных прямых мясистых чашелистиков, раздельных почти до основания, зелёной или красновато-зелёной окраски, остающихся при плодах. Венчик образован пятью свободными лепестками розовой либо пурпурной окраски (в протологе говорится о пурпурных цветках — flore purpureo). Длина лепестков превышает длину чашелистиков в 2—2,5 раза. Лепестки тонкие, ланцетные, заострённые, килеватые, с цельным краем, на верхушке стянутые (то есть на верхушку как будто надет крохотный колпачок), прямые, направленные вверх.
Тычинок десять, с красными или розовыми тычиночными нитями. Длина тычинок немного меньше, чем длина лепестков. Противостоящие лепесткам (супротивнолепестные) тычинки при основании срастаются с ними на одну треть своей длины. Пыльники округло-эллиптические, оранжево-красные. Гинецей состоит из пяти сидячих продолговатых розовых плодолистиков, сросшихся в основании, с короткими столбиками, с небольшими верхушечными рыльцами. Имеются беловатые подпестичные чешуйки; их ширина превышает их длину. Завязи прямые, при плодоношении не расходятся.
Плоды — прямые, одревесневающие многосемянные листовки длиной около 1 мм и шириной около 0,5 мм. Они имеют продолговато-яйцевидную форму и красноватую полосатую окраску. Объединены по пять в сборный плод — многолистовку. Листовки у очитка ложного (в отличие от некоторых других видов) — без утолщения на брюшной стороне и не звёздчато-растопыренные. Семена многочисленные, мелкие, продолговатые, туповатые, длиной меньше 1 мм.
В условиях естественного ареала растение цветёт с июня по август (в протологе говорится о цветении растений в июле — августе).
Число хромосом: 2n = 28.
В надземной части растения найдены различные органические кислоты: аконитовая, винная, гликолевая, лимонная, фумаровая, щавелевая, яблочная, янтарная.

## Культивирование, использование
Очиток ложный широко культивируется как декоративное почвопокровное растение, образует зелёный ковёр высотой около 10 см. Пригоден для выращивания на горках и склонах. В условиях европейской части России в культуре устойчив: растёт, цветёт, плодоносит; самостоятельно возобновляется вегетативно. Засухоустойчив, переносит каменистую почву, а также устойчив к загрязнённому воздуху; особого ухода не требует.
Используется для озеленения крыш, при этом является одним из наиболее распространённых компонентов на традиционных скандинавских дерновых крышах. Так, согласно исследованиям, проведённым в 2012—2013 годах, этот вид очитка занимает до 80 % площади проективного покрытия на южных скатах дерновых крыш, созданных в разные годы на исторических постройках в Швеции, и до 35 % на северных скатах таких крыш.
Очитку ложному для нормального развития требуется яркое солнце. В культуре растение размножают семенами, делением корней, а также черенкованием, которое проводят весной или в первой половине лета. В открытом грунте этот вид очитка пригоден для выращивания в зонах морозостойкости с 4 по 10 (по сведениям Ботанического сада Миссури), по другим сведениям — от 7 по 10.
Выведено большое число сортов, некоторые из них:
- 'Album' — растения с белыми цветками;
- 'Bronze Carpet' — растения с бронзовыми листьями и розовыми цветками[5];
- 'Fuldagut' — растения с красноватыми листьями и алыми цветками[5];
- 'Red Carpet' — растения с бронзовыми листьями и красными цветками[5];
- 'Schorbuser Blut' (немецкий сорт, в англоязычных странах распространяется под названием 'Dragon’s Blood'[11]) — растения, отличающиеся красноватыми, красными или тёмно-фиолетовыми листьями и розовыми или красными цветками[9][11]; в начале сезона листья зелёные, с красноватым или красным оттенком на краях, осенью листья становятся полностью красными; цветки — диаметром 16 мм, цветение начинается с середины лета[11];
- 'Sunset Cloud' — растения с розовато-оранжевыми цветками[9];
- 'Variegatum' (другое название — 'Tricolor') — растения с листьями, на которых имеются розовые и белые поля[5].

## Таксономия и классификация
Первое действительное описание вида было опубликовано в 1808 году в первом томе работы Flora taurico-caucasica («Крымско-Кавказская флора») барона Фридриха Августа Маршала фон Биберштейна, немецкого ботаника на русской службе; этот труд в трёх томах был издан в Харькове в 1808—1819 годах. Вид описан с Северного Кавказа (Habitat in rupestribus Caucasi; circa thermas constantinomontanes et versus cacumen montes Beschtau frequens — «растёт на горном Кавказе; встречается в большом количестве около Константиногорских горячих источников по направлению к вершине горы Бештау»). В соответствии с половой системой классификации Линнея, использовавшейся в этой работе Биберштейном, вид был отнесён к классу X (Decandria, «Десятитычинковые»), порядку Pentagynia. Типовой экземпляр — в Санкт-Петербурге.
Некоторые авторы выделяют этот вид вместе с некоторыми другими родственными ему видами в род Phedimus Raf. (1817) — Федимус. В этом случае правильным названием вида считается Phedimus spurius (M.Bieb.) 't Hart (1995) — Федимус ложный, Федимус неясный. В некоторых источниках вид Phedimus spurius (M.Bieb.) 't Hart указан как типовой вид рода Phedimus, однако в базе данных Index Nominum Genericorum Международной ассоциации по таксономии растений типовым видом этого рода указан другой вид — Phedimus stellatus (L.) Raf. = Sedum stellatum L.
Вместе с тем как в издании «Флора СССР» (1939), так и в авторитетной базе данных The Plant List (2013) правильным названием этого вида считается именно Sedum spurium M. Bieb.
Как род Федимус (Phedimus), так и род Очиток (Sedum) входят в состав подтрибы Sedinae трибы Sedeae подсемейства Sedoideae семейства Толстянковые (Crassulaceae).

### Синонимы
По информации базы данных The Plant List (2013), в синонимику вида входят следующие названия:
- Anacampseros ciliaris Haw.
- Anacampseros dentata Haw.
- Anacampseros spuria (M.Bieb.) Haw.
- Asterosedum spurium (M.Bieb.) Grulich
- Crassula crenata Desf.
- Phedimus spurius (M.Bieb.) 't Hart — Федимус ложный, или Федимус неясный
- Sedum ciliare (Haw.) Sweet
- Sedum congestum K.Koch ex Boiss.
- Sedum crenatum (Desf.) Boiss.
- Sedum dentatum (Haw.) DC. — Очиток зубчатый
- Sedum denticulatum Donn ex Haw.
- Sedum lazicum Boiss.
- Sedum oppositifolium Sims
- Spathulata spuria (M.Bieb.) Á.Löve & D.Löve